# The Byrds' Greatest Hits
Pour les articles homonymes, voir Greatest Hits.
Albums de The Byrds
Younger Than Yesterday
(1967) The Notorious Byrd Brothers
(1968)
The Byrds' Greatest Hits est une compilation du groupe américain The Byrds sortie en août 1967. Elle comprend onze titres, dont huit chansons parues en 45 tours les années précédentes et qui se sont toutes classées dans le Top 50 aux États-Unis, notamment les deux nos 1 Mr. Tambourine Mań et Turn! Turn! Turn! (To Everything There Is a Season). La compilation se classe no 6 des ventes à sa sortie et demeure l'album le mieux vendu des Byrds. Elle a connu plusieurs rééditions au format CD avec des titres bonus.
Dans sa critique pour le site AllMusic, Stephen Thomas Erlewine décrit The Byrds' Greatest Hits comme « pas loin d'être le résumé idéal en un seul disque des Byrds à leur apogée » et lui donne la note de 4,5 étoiles sur 5.

## Titres

### Album original
| 1. | Mr. Tambourine Man                                  | Bob Dylan                 | 2:29 |
| 2. | I'll Feel a Whole Lot Better                        | Gene Clark                | 2:32 |
| 3. | The Bells of Rhymney                                | Idris Davies, Pete Seeger | 3:30 |
| 4. | Turn! Turn! Turn! (To Everything There Is a Season) | Pete Seeger               | 3:49 |
| 5. | All I Really Want to Do                             | Bob Dylan                 | 2:04 |
| 6. | Chimes of Freedom                                   | Bob Dylan                 | 3:51 |

| 7.  | Eight Miles High                       | Gene Clark, Jim McGuinn, David Crosby | 3:34 |
| 8.  | Mr. Spaceman                           | Jim McGuinn                           | 2:09 |
| 9.  | 5D (Fifth Dimension)                   | Jim McGuinn                           | 2:33 |
| 10. | So You Want to Be a Rock 'n' Roll Star | Jim McGuinn, Chris Hillman            | 1:50 |
| 11. | My Back Pages                          | Bob Dylan                             | 3:08 |

### Rééditions
La réédition remasterisée de 1991 inclut sept chansons supplémentaires, enregistrées par les Byrds après la parution de la compilation originale, entre 1967 et 1971 :
| 12. | Jesus Is Just Alright | Arthur Reynolds             | 2:08 |
| 13. | Chestnut Mare         | Roger McGuinn, Jacques Lévy | 5:07 |
| 14. | I Trust               | Roger McGuinn               | 3:17 |
| 15. | Lady Friend           | David Crosby                | 2:35 |
| 16. | Lay Lady Lay          | Bob Dylan                   | 3:16 |
| 17. | Ballad of Easy Rider  | Roger McGuinn               | 2:02 |
| 18. | Glory, Glory          | Arthur Reynolds             | 4:03 |

Une nouvelle réédition remasterisée paraît en 1999. Elle ne reprend pas les sept titres bonus de l'édition de 1991, mais ajoute à la place trois chansons parues en 45 tours durant la période couverte par la compilation originale (1965-1966) sans que celle-ci ne les reprenne :
| 12. | It Won't Be Wrong      | Jim McGuinn, Harvey Gerst | 1:58 |
| 13. | Set You Free This Time | Gene Clark                | 2:49 |
| 14. | Have You Seen Her Face | Chris Hillman             | 2:40 |

## Musiciens

### The Byrds
- Jim McGuinn : guitare, chant
- Gene Clark : tambourin, guitare, harmonica, chant
- David Crosby : guitare, chant
- Chris Hillman : basse, chant
- Michael Clarke : batterie

### Autres musiciens
- Jerry Cole : guitare rythmique (1)
- Larry Knechtel : basse (1)
- Hal Blaine : batterie (1)
- Leon Russell : piano électrique (1)
- Van Dyke Parks : orgue (9)
- Hugh Masekela : trompette (10)